# Rōkyoku

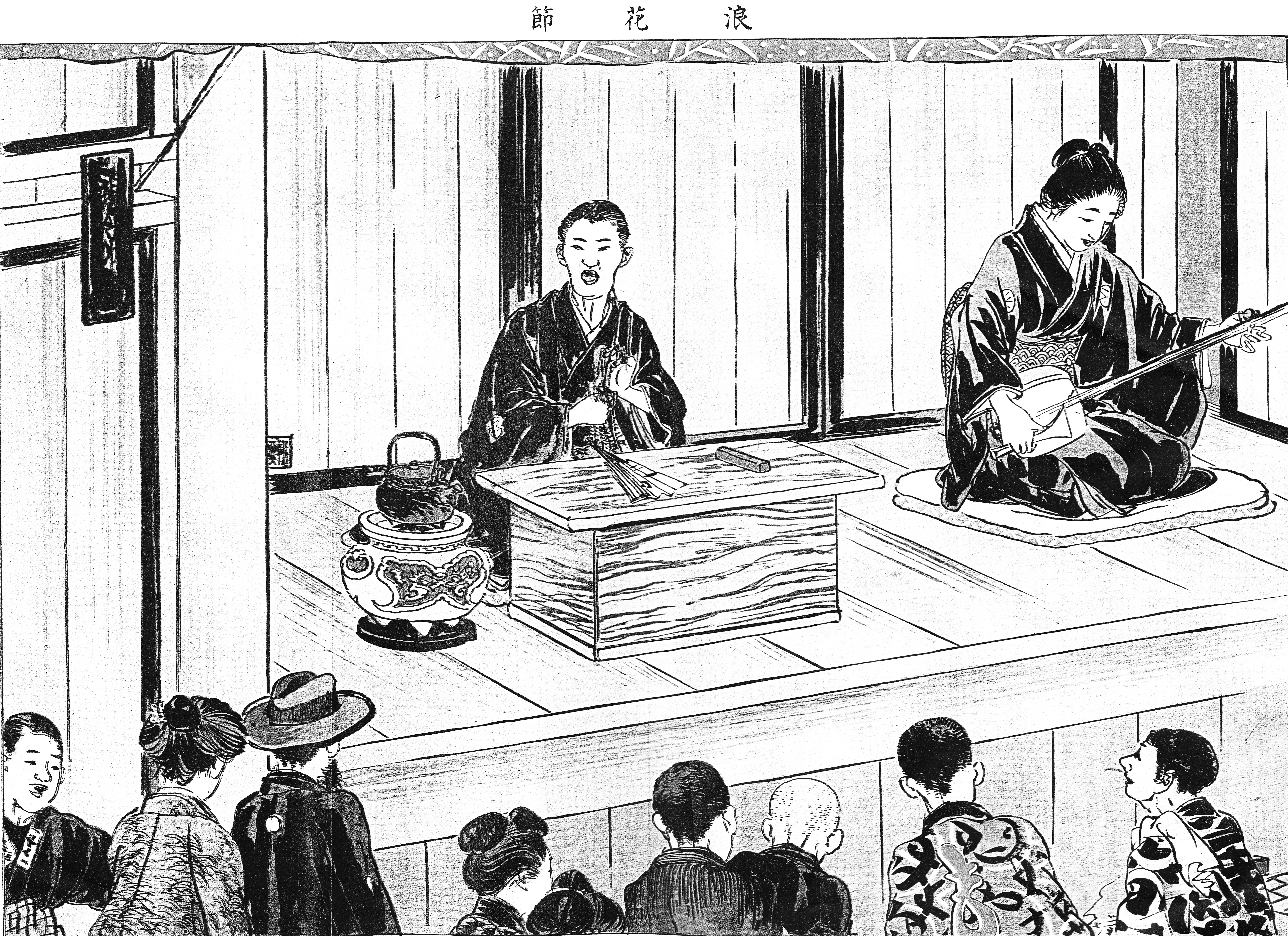
Naniwabusi-yose, ilustración, 1907.

Rōkyoku (浪曲; también llamado naniwa-bushi, 浪花節) es un género de canto narrativo tradicional japonés. Generalmente acompañado por shamisen, el rōkyoku pasó a ser muy popular en Japón durante la primera mitad del siglo XX.
En la jerga moderna japonesa, "naniwabushi" es a veces utilizado para referirse a "una historia sentimental", ya que las canciones eran a menudo sobre temas tristes.

## Intérpretes destacados
- Takeharu Kunimoto
- Kumoemon Tochuken
- Yoshida Naramaru
- Haruo Minami
- Hideo Murata
- Ichirō Satsuki

- Datos: Q3867028
- Multimedia: Rōkyoku / Q3867028